# Этюд Троицкого
|   | a | b | c | d | e | f | g | h |   |
| - | --- | --- | --- | --- | --- | --- | --- | --- | - |
| 8 | f8 чёрный король · e7 чёрная пешка · h7 чёрная пешка · g6 белая пешка · d5 белый король · e3 белый слон | f8 чёрный король · e7 чёрная пешка · h7 чёрная пешка · g6 белая пешка · d5 белый король · e3 белый слон | f8 чёрный король · e7 чёрная пешка · h7 чёрная пешка · g6 белая пешка · d5 белый король · e3 белый слон | f8 чёрный король · e7 чёрная пешка · h7 чёрная пешка · g6 белая пешка · d5 белый король · e3 белый слон | f8 чёрный король · e7 чёрная пешка · h7 чёрная пешка · g6 белая пешка · d5 белый король · e3 белый слон | f8 чёрный король · e7 чёрная пешка · h7 чёрная пешка · g6 белая пешка · d5 белый король · e3 белый слон | f8 чёрный король · e7 чёрная пешка · h7 чёрная пешка · g6 белая пешка · d5 белый король · e3 белый слон | f8 чёрный король · e7 чёрная пешка · h7 чёрная пешка · g6 белая пешка · d5 белый король · e3 белый слон | 8 |
| 7 | f8 чёрный король · e7 чёрная пешка · h7 чёрная пешка · g6 белая пешка · d5 белый король · e3 белый слон | f8 чёрный король · e7 чёрная пешка · h7 чёрная пешка · g6 белая пешка · d5 белый король · e3 белый слон | f8 чёрный король · e7 чёрная пешка · h7 чёрная пешка · g6 белая пешка · d5 белый король · e3 белый слон | f8 чёрный король · e7 чёрная пешка · h7 чёрная пешка · g6 белая пешка · d5 белый король · e3 белый слон | f8 чёрный король · e7 чёрная пешка · h7 чёрная пешка · g6 белая пешка · d5 белый король · e3 белый слон | f8 чёрный король · e7 чёрная пешка · h7 чёрная пешка · g6 белая пешка · d5 белый король · e3 белый слон | f8 чёрный король · e7 чёрная пешка · h7 чёрная пешка · g6 белая пешка · d5 белый король · e3 белый слон | f8 чёрный король · e7 чёрная пешка · h7 чёрная пешка · g6 белая пешка · d5 белый король · e3 белый слон | 7 |
| 6 | f8 чёрный король · e7 чёрная пешка · h7 чёрная пешка · g6 белая пешка · d5 белый король · e3 белый слон | f8 чёрный король · e7 чёрная пешка · h7 чёрная пешка · g6 белая пешка · d5 белый король · e3 белый слон | f8 чёрный король · e7 чёрная пешка · h7 чёрная пешка · g6 белая пешка · d5 белый король · e3 белый слон | f8 чёрный король · e7 чёрная пешка · h7 чёрная пешка · g6 белая пешка · d5 белый король · e3 белый слон | f8 чёрный король · e7 чёрная пешка · h7 чёрная пешка · g6 белая пешка · d5 белый король · e3 белый слон | f8 чёрный король · e7 чёрная пешка · h7 чёрная пешка · g6 белая пешка · d5 белый король · e3 белый слон | f8 чёрный король · e7 чёрная пешка · h7 чёрная пешка · g6 белая пешка · d5 белый король · e3 белый слон | f8 чёрный король · e7 чёрная пешка · h7 чёрная пешка · g6 белая пешка · d5 белый король · e3 белый слон | 6 |
| 5 | f8 чёрный король · e7 чёрная пешка · h7 чёрная пешка · g6 белая пешка · d5 белый король · e3 белый слон | f8 чёрный король · e7 чёрная пешка · h7 чёрная пешка · g6 белая пешка · d5 белый король · e3 белый слон | f8 чёрный король · e7 чёрная пешка · h7 чёрная пешка · g6 белая пешка · d5 белый король · e3 белый слон | f8 чёрный король · e7 чёрная пешка · h7 чёрная пешка · g6 белая пешка · d5 белый король · e3 белый слон | f8 чёрный король · e7 чёрная пешка · h7 чёрная пешка · g6 белая пешка · d5 белый король · e3 белый слон | f8 чёрный король · e7 чёрная пешка · h7 чёрная пешка · g6 белая пешка · d5 белый король · e3 белый слон | f8 чёрный король · e7 чёрная пешка · h7 чёрная пешка · g6 белая пешка · d5 белый король · e3 белый слон | f8 чёрный король · e7 чёрная пешка · h7 чёрная пешка · g6 белая пешка · d5 белый король · e3 белый слон | 5 |
| 4 | f8 чёрный король · e7 чёрная пешка · h7 чёрная пешка · g6 белая пешка · d5 белый король · e3 белый слон | f8 чёрный король · e7 чёрная пешка · h7 чёрная пешка · g6 белая пешка · d5 белый король · e3 белый слон | f8 чёрный король · e7 чёрная пешка · h7 чёрная пешка · g6 белая пешка · d5 белый король · e3 белый слон | f8 чёрный король · e7 чёрная пешка · h7 чёрная пешка · g6 белая пешка · d5 белый король · e3 белый слон | f8 чёрный король · e7 чёрная пешка · h7 чёрная пешка · g6 белая пешка · d5 белый король · e3 белый слон | f8 чёрный король · e7 чёрная пешка · h7 чёрная пешка · g6 белая пешка · d5 белый король · e3 белый слон | f8 чёрный король · e7 чёрная пешка · h7 чёрная пешка · g6 белая пешка · d5 белый король · e3 белый слон | f8 чёрный король · e7 чёрная пешка · h7 чёрная пешка · g6 белая пешка · d5 белый король · e3 белый слон | 4 |
| 3 | f8 чёрный король · e7 чёрная пешка · h7 чёрная пешка · g6 белая пешка · d5 белый король · e3 белый слон | f8 чёрный король · e7 чёрная пешка · h7 чёрная пешка · g6 белая пешка · d5 белый король · e3 белый слон | f8 чёрный король · e7 чёрная пешка · h7 чёрная пешка · g6 белая пешка · d5 белый король · e3 белый слон | f8 чёрный король · e7 чёрная пешка · h7 чёрная пешка · g6 белая пешка · d5 белый король · e3 белый слон | f8 чёрный король · e7 чёрная пешка · h7 чёрная пешка · g6 белая пешка · d5 белый король · e3 белый слон | f8 чёрный король · e7 чёрная пешка · h7 чёрная пешка · g6 белая пешка · d5 белый король · e3 белый слон | f8 чёрный король · e7 чёрная пешка · h7 чёрная пешка · g6 белая пешка · d5 белый король · e3 белый слон | f8 чёрный король · e7 чёрная пешка · h7 чёрная пешка · g6 белая пешка · d5 белый король · e3 белый слон | 3 |
| 2 | f8 чёрный король · e7 чёрная пешка · h7 чёрная пешка · g6 белая пешка · d5 белый король · e3 белый слон | f8 чёрный король · e7 чёрная пешка · h7 чёрная пешка · g6 белая пешка · d5 белый король · e3 белый слон | f8 чёрный король · e7 чёрная пешка · h7 чёрная пешка · g6 белая пешка · d5 белый король · e3 белый слон | f8 чёрный король · e7 чёрная пешка · h7 чёрная пешка · g6 белая пешка · d5 белый король · e3 белый слон | f8 чёрный король · e7 чёрная пешка · h7 чёрная пешка · g6 белая пешка · d5 белый король · e3 белый слон | f8 чёрный король · e7 чёрная пешка · h7 чёрная пешка · g6 белая пешка · d5 белый король · e3 белый слон | f8 чёрный король · e7 чёрная пешка · h7 чёрная пешка · g6 белая пешка · d5 белый король · e3 белый слон | f8 чёрный король · e7 чёрная пешка · h7 чёрная пешка · g6 белая пешка · d5 белый король · e3 белый слон | 2 |
| 1 | f8 чёрный король · e7 чёрная пешка · h7 чёрная пешка · g6 белая пешка · d5 белый король · e3 белый слон | f8 чёрный король · e7 чёрная пешка · h7 чёрная пешка · g6 белая пешка · d5 белый король · e3 белый слон | f8 чёрный король · e7 чёрная пешка · h7 чёрная пешка · g6 белая пешка · d5 белый король · e3 белый слон | f8 чёрный король · e7 чёрная пешка · h7 чёрная пешка · g6 белая пешка · d5 белый король · e3 белый слон | f8 чёрный король · e7 чёрная пешка · h7 чёрная пешка · g6 белая пешка · d5 белый король · e3 белый слон | f8 чёрный король · e7 чёрная пешка · h7 чёрная пешка · g6 белая пешка · d5 белый король · e3 белый слон | f8 чёрный король · e7 чёрная пешка · h7 чёрная пешка · g6 белая пешка · d5 белый король · e3 белый слон | f8 чёрный король · e7 чёрная пешка · h7 чёрная пешка · g6 белая пешка · d5 белый король · e3 белый слон | 1 |
|   | a | b | c | d | e | f | g | h |   |

|   | a                                                                                      | b                                                                                      | c                                                                                      | d                                                                                      | e                                                                                      | f                                                                                      | g                                                                                      | h                                                                                      |   |
| - | -------------------------------------------------------------------------------------- | -------------------------------------------------------------------------------------- | -------------------------------------------------------------------------------------- | -------------------------------------------------------------------------------------- | -------------------------------------------------------------------------------------- | -------------------------------------------------------------------------------------- | -------------------------------------------------------------------------------------- | -------------------------------------------------------------------------------------- | - |
| 8 | h8 чёрный король · f7 белый король · g7 белый слон · h7 чёрная пешка · e5 чёрная пешка | h8 чёрный король · f7 белый король · g7 белый слон · h7 чёрная пешка · e5 чёрная пешка | h8 чёрный король · f7 белый король · g7 белый слон · h7 чёрная пешка · e5 чёрная пешка | h8 чёрный король · f7 белый король · g7 белый слон · h7 чёрная пешка · e5 чёрная пешка | h8 чёрный король · f7 белый король · g7 белый слон · h7 чёрная пешка · e5 чёрная пешка | h8 чёрный король · f7 белый король · g7 белый слон · h7 чёрная пешка · e5 чёрная пешка | h8 чёрный король · f7 белый король · g7 белый слон · h7 чёрная пешка · e5 чёрная пешка | h8 чёрный король · f7 белый король · g7 белый слон · h7 чёрная пешка · e5 чёрная пешка | 8 |
| 7 | h8 чёрный король · f7 белый король · g7 белый слон · h7 чёрная пешка · e5 чёрная пешка | h8 чёрный король · f7 белый король · g7 белый слон · h7 чёрная пешка · e5 чёрная пешка | h8 чёрный король · f7 белый король · g7 белый слон · h7 чёрная пешка · e5 чёрная пешка | h8 чёрный король · f7 белый король · g7 белый слон · h7 чёрная пешка · e5 чёрная пешка | h8 чёрный король · f7 белый король · g7 белый слон · h7 чёрная пешка · e5 чёрная пешка | h8 чёрный король · f7 белый король · g7 белый слон · h7 чёрная пешка · e5 чёрная пешка | h8 чёрный король · f7 белый король · g7 белый слон · h7 чёрная пешка · e5 чёрная пешка | h8 чёрный король · f7 белый король · g7 белый слон · h7 чёрная пешка · e5 чёрная пешка | 7 |
| 6 | h8 чёрный король · f7 белый король · g7 белый слон · h7 чёрная пешка · e5 чёрная пешка | h8 чёрный король · f7 белый король · g7 белый слон · h7 чёрная пешка · e5 чёрная пешка | h8 чёрный король · f7 белый король · g7 белый слон · h7 чёрная пешка · e5 чёрная пешка | h8 чёрный король · f7 белый король · g7 белый слон · h7 чёрная пешка · e5 чёрная пешка | h8 чёрный король · f7 белый король · g7 белый слон · h7 чёрная пешка · e5 чёрная пешка | h8 чёрный король · f7 белый король · g7 белый слон · h7 чёрная пешка · e5 чёрная пешка | h8 чёрный король · f7 белый король · g7 белый слон · h7 чёрная пешка · e5 чёрная пешка | h8 чёрный король · f7 белый король · g7 белый слон · h7 чёрная пешка · e5 чёрная пешка | 6 |
| 5 | h8 чёрный король · f7 белый король · g7 белый слон · h7 чёрная пешка · e5 чёрная пешка | h8 чёрный король · f7 белый король · g7 белый слон · h7 чёрная пешка · e5 чёрная пешка | h8 чёрный король · f7 белый король · g7 белый слон · h7 чёрная пешка · e5 чёрная пешка | h8 чёрный король · f7 белый король · g7 белый слон · h7 чёрная пешка · e5 чёрная пешка | h8 чёрный король · f7 белый король · g7 белый слон · h7 чёрная пешка · e5 чёрная пешка | h8 чёрный король · f7 белый король · g7 белый слон · h7 чёрная пешка · e5 чёрная пешка | h8 чёрный король · f7 белый король · g7 белый слон · h7 чёрная пешка · e5 чёрная пешка | h8 чёрный король · f7 белый король · g7 белый слон · h7 чёрная пешка · e5 чёрная пешка | 5 |
| 4 | h8 чёрный король · f7 белый король · g7 белый слон · h7 чёрная пешка · e5 чёрная пешка | h8 чёрный король · f7 белый король · g7 белый слон · h7 чёрная пешка · e5 чёрная пешка | h8 чёрный король · f7 белый король · g7 белый слон · h7 чёрная пешка · e5 чёрная пешка | h8 чёрный король · f7 белый король · g7 белый слон · h7 чёрная пешка · e5 чёрная пешка | h8 чёрный король · f7 белый король · g7 белый слон · h7 чёрная пешка · e5 чёрная пешка | h8 чёрный король · f7 белый король · g7 белый слон · h7 чёрная пешка · e5 чёрная пешка | h8 чёрный король · f7 белый король · g7 белый слон · h7 чёрная пешка · e5 чёрная пешка | h8 чёрный король · f7 белый король · g7 белый слон · h7 чёрная пешка · e5 чёрная пешка | 4 |
| 3 | h8 чёрный король · f7 белый король · g7 белый слон · h7 чёрная пешка · e5 чёрная пешка | h8 чёрный король · f7 белый король · g7 белый слон · h7 чёрная пешка · e5 чёрная пешка | h8 чёрный король · f7 белый король · g7 белый слон · h7 чёрная пешка · e5 чёрная пешка | h8 чёрный король · f7 белый король · g7 белый слон · h7 чёрная пешка · e5 чёрная пешка | h8 чёрный король · f7 белый король · g7 белый слон · h7 чёрная пешка · e5 чёрная пешка | h8 чёрный король · f7 белый король · g7 белый слон · h7 чёрная пешка · e5 чёрная пешка | h8 чёрный король · f7 белый король · g7 белый слон · h7 чёрная пешка · e5 чёрная пешка | h8 чёрный король · f7 белый король · g7 белый слон · h7 чёрная пешка · e5 чёрная пешка | 3 |
| 2 | h8 чёрный король · f7 белый король · g7 белый слон · h7 чёрная пешка · e5 чёрная пешка | h8 чёрный король · f7 белый король · g7 белый слон · h7 чёрная пешка · e5 чёрная пешка | h8 чёрный король · f7 белый король · g7 белый слон · h7 чёрная пешка · e5 чёрная пешка | h8 чёрный король · f7 белый король · g7 белый слон · h7 чёрная пешка · e5 чёрная пешка | h8 чёрный король · f7 белый король · g7 белый слон · h7 чёрная пешка · e5 чёрная пешка | h8 чёрный король · f7 белый король · g7 белый слон · h7 чёрная пешка · e5 чёрная пешка | h8 чёрный король · f7 белый король · g7 белый слон · h7 чёрная пешка · e5 чёрная пешка | h8 чёрный король · f7 белый король · g7 белый слон · h7 чёрная пешка · e5 чёрная пешка | 2 |
| 1 | h8 чёрный король · f7 белый король · g7 белый слон · h7 чёрная пешка · e5 чёрная пешка | h8 чёрный король · f7 белый король · g7 белый слон · h7 чёрная пешка · e5 чёрная пешка | h8 чёрный король · f7 белый король · g7 белый слон · h7 чёрная пешка · e5 чёрная пешка | h8 чёрный король · f7 белый король · g7 белый слон · h7 чёрная пешка · e5 чёрная пешка | h8 чёрный король · f7 белый король · g7 белый слон · h7 чёрная пешка · e5 чёрная пешка | h8 чёрный король · f7 белый король · g7 белый слон · h7 чёрная пешка · e5 чёрная пешка | h8 чёрный король · f7 белый король · g7 белый слон · h7 чёрная пешка · e5 чёрная пешка | h8 чёрный король · f7 белый король · g7 белый слон · h7 чёрная пешка · e5 чёрная пешка | 1 |
|   | a                                                                                      | b                                                                                      | c                                                                                      | d                                                                                      | e                                                                                      | f                                                                                      | g                                                                                      | h                                                                                      |   |

Этюд Алексея Троицкого — один из самых известных шахматных этюдов. В его финале возникает мат с участием короля и одинокого слона.
Впервые опубликован в журнале «Новое время» в 1895 году.
Решение:

1. Сh6+ Крg8 2. g7 Крf7

(2…e6+ 3. Kpd6!! Kpf7 4. Kpe5 Kpg8 5. Kpf6; 2…e5 3. Kpe6)

3. g8Ф+!! Кр:g8 4. Крe6 Крh8 5. Крf7 e5 6. Сg7#